# Phaea lingafelteri
Phaea lingafelteri es una especie de escarabajo longicornio del género Phaea, tribu Tetraopini, subfamilia Lamiinae. Fue descrita científicamente por Heffern, Santos-Silva & Nascimento en 2018.

## Descripción
Mide 6,7-9,6 milímetros de longitud.

## Distribución
Se distribuye por Nicaragua.